# Zöldfarkú lóri
A zöldfarkú lóri (Lorius chlorocercus) a madarak (Aves) osztályának a papagájalakúak (Psittaciformes) rendjéhez, és a szakállaspapagáj-félék (Psittaculidae) családjába, azon belül a lóriformák (Loriinae) alcsaládjába tartozó faj.

## Előfordulása
A Salamon-szigetek területén honos.

## Megjelenése
Testhossza 28 centiméter, a testtömege 200 gramm.